# Motoparalotniarstwo na Plażowych Igrzyskach Azjatyckich 2012 - kombinacja indywidualnie
Zawody w kombinacji indywidualnej podczas III Plażowych Igrzysk Azjatyckich w Haiyan odbyły się w dniach od 17 do 21 czerwca 2012 roku. Zawody odbyły się w kategorii open. Wystartowali reprezentanci z siedmiu krajów: Chin, Tajlandii, Korei Południowej, Arabii Saudyjskiej, Kataru, Malezji i Afganistanu. Złoto wywalczył reprezentant Tajlandii Jiri George Macak.
| Miejsce | Zawodnik                                    | Punkty |
| ------- | ------------------------------------------- | ------ |
|         | Jiri George Macak (THA)                     | 295    |
|         | Kittiphop Phrommat (THA)                    | 270    |
|         | Sheng Guangqiang (THA)                      | 239    |
| 4       | Muenphukhiao Kroekrit (THA)                 | 192    |
| 5       | Han Kisoo (KOR)                             | 189    |
| 6       | Cai He (CHN)                                | 181    |
| 7       | Liu Chang (CHN)                             | 175    |
| 8       | Akbar Mukhammad (INA)                       | 175    |
| 8       | Wang Mingji (CHN)                           | 172    |
| 10      | Pol Sen Sgt Maj Noparat Intharaumnuay (THA) | 154    |
| 11      | Apisit Opasaimlikit (THA)                   | 152    |
| 12      | Zhao Changhong (CHN)                        | 151    |
| 13      | Na Kiill (KOR)                              | 144    |
| 14      | Bambang Santoso (INA)                       | 141    |
| 15      | Thomas Widyananto (INA)                     | 135    |
| 15      | Mohd Hurairah Alinur Mohd Zaid (MAS)        | 132    |
| 17      | Abdulbari Mohammed A Alabdullah (KSA)       | 123    |
| 18      | Kim Hosung (KOR)                            | 121    |
| 19      | Priya Jatmiko Agung (INA)                   | 117    |
| 20      | Hening Paradigma (INA)                      | 113    |
| 21      | An Suengyong (KOR)                          | 110    |
| 22      | Mohd Farid Abd Rahman (MAS)                 | 106    |
| 23      | Dong Oh Jung (KOR)                          | 99     |
| 24      | Alzakri Fahad M A (KSA)                     | 97     |
| 25      | Mohd Shahfaizal Saad (MAS)                  | 97     |
| 26      | Jamal Ibrahim A B Al-Mannai (QAT)           | 92     |
| 27      | Hussain Ahmed S Alhendi (KSA)               | 79     |
| 28      | Mohammed Abdullah Z Algarni (KSA)           | 70     |
| 29      | Zain Azrull Zabidin (MAS)                   | 65     |
| 30      | Abdullah Al-Assaf (KSA)                     | 34     |
| 31      | Nawid Popal (AFG)                           | 0      |